# Sjögroda
Sjögroda (Pelophylax ridibundus), på finlandssvenska kallad även skrattgroda, är ett stjärtlöst groddjur som tillhör familjen äkta grodor och släktet Pelophylax. Arten fördes tidigare (fram till 2014) till släktet Rana och kallades då Rana ridibunda.

## Beskrivning
Europas största inhemska groda med en längd upp till 13 cm (sällsynt upp till 15 cm för honor. Hannar blir knappast med än 10 - 11 cm). Påminner om en stor ätlig groda, med grön till brungrön ryggsida med mörkare fläckar. Undersidan är ljusare, nästan vit, men med en del mörkare fläckar. Det finns även individer som är mer eller mindre helt bruna i färgen.

## Ekologi
Sjögrodan lever i våtmarksområden och i sjöar, där den lever av insekter, små kräftdjur, fågelungar, smågnagare, salamandrar, grodor och grodyngel. Kannibalism förekommer. På hösten söker den sig till bottnen av vattensamlingar som sjöar och vattendrag, där den sover vintersömn.
I Norden kan sjögrodan bli upp till 11 år gammal. I den södra delen av utbredningsområdet blir den dock högst 6 år.

### Läte
Sjögrodan har ett kraftigt, snabbt hä hä hä hä, som av många beskrivs som skrattliknande (ett alternativt svenskt namn på sjögrodan är just skrattgroda; på danska och norska kallas den latterfrø resp. latterfrosk av latter, skratt). En samling kväkande sjögrodor kan höras på upp till 1,5 kilometers avstånd. Utöver det skrattliknande lätet förekommer även mer vanliga kväkande ljud.

### Fortplantning
Sjögrodan leker i vattensamlingar under våren till försommaren när vattentemperaturen nått upp till 16 °C, då hanarna börjar kväka intensivt, speciellt på natten. När en hona är parningsvillig, simmar den fram till samlingen av hanar, blir omfamnad av en hane i amplexus och börjar lägga mellan 1 200 och 16 000 ägg. Efter äggläggningen drar sig honan tillbaka, medan hanarna fortsätter att locka på honor. Tiden det tar för äggen att kläckas är beroende av temperaturen; vid 20 °C tar det mellan 5 och 8 dygn. Ynglen förvandlas till grodor under sensommaren, och övervintrar troligtvis under vatten. Ynglen lever främst av alger; stora yngel kan även ta animalisk föda som protozoer, maskar och små kräftdjur. Dödligheten hos de nyförvandlade grodorna är mycket stor, större än för många andra Rana-arter.

### Predatorer
Sjögrodan utgör byte för flera djur, som snokar, hägrar, storkar, uttrar, illrar och grävlingar. Små, nyförvandlade sjögrodor tas dessutom av andra grodor, även individer från deras egen art.

## Utbredning
Grodan finns från södra England, delar av Frankrike genom Tyskland och Östeuropa till delar av Balkan. Den har sin sydgräns i Turkiet och Nordafrika, samt sin östgräns vid Bajkalsjön. I Skandinavien finns den sparsamt på Bornholm. I Finland dog populationen vid Helsingfors ut omkring 1960, men den finns åter införd i ett fåtal lokaler längst i syd och sydväst. Numera betraktas den finska populationen som en invasiv art.. Grodan finns också i en isolerad population vid Riga.

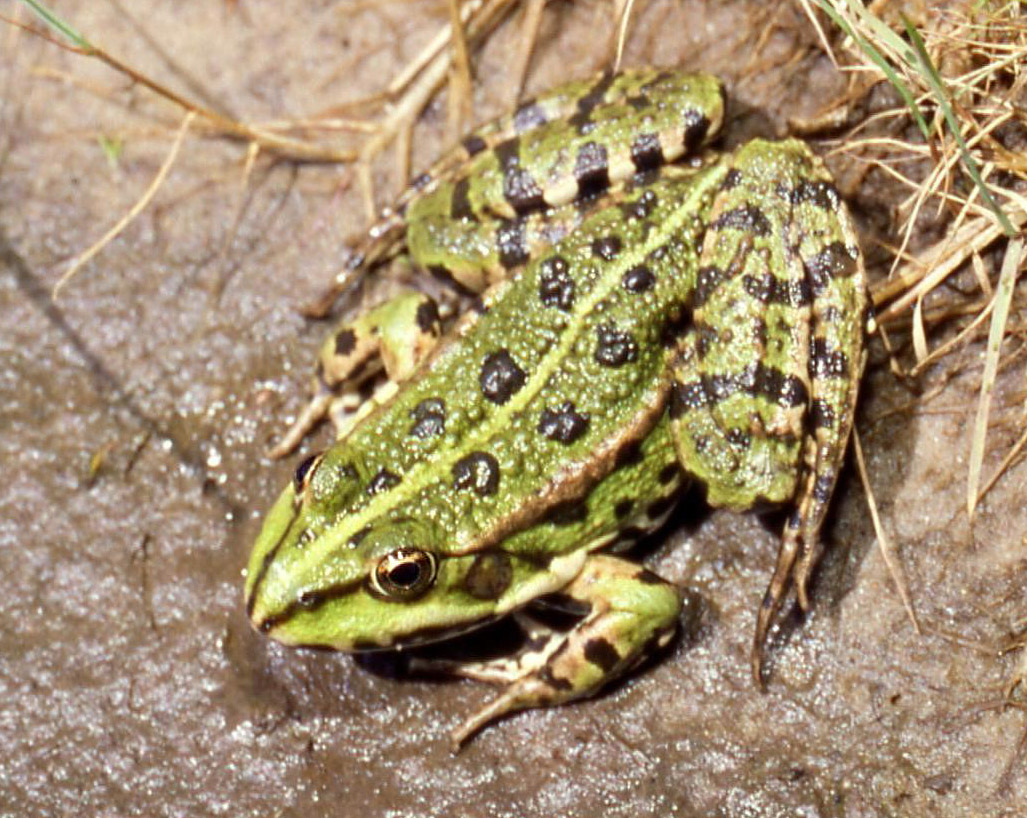
Ung hona

## Hotbild
De främsta hoten mot sjögrodan är övergödning och vattenföroreningar. Övergödningen får vattensamlingarna att växa igen, så att de skuggas och temperaturen sjunker; föroreningarna minskar syrehalten i vattnet, vilket gör att många grodor dör av syrebrist under övervintringen, som de tillbringar på bottnen av vattensamlingar. Fog, Schmedes och Rosenørn de Lasson anger det senare som det främsta hotet mot sjögrodan. Då den är beroende av tillgången på tillräckligt djupa vattensamlingar, utgör vattenregleringar och utdikningar också ett hot.

## Milosgrodan
På ön Milos finns det en grodart som det pågår studier kring. Diskussion förs om benämning. Den kallas omväxlande för Milosgroda och omväxlande för sjögroda. På Nordens Ark bedrivs ett artbevarandearbete.

### Tryckta verk
- Fog, Kåre; Schmedes, Adam; Rosenørn de Lasson, Dorthe (2001) [1997] (på danska). Nordens padder og krybdyr. København: G.E.C. Gads Forlag. ISBN 87-12-02982-3